# フォアキン・サンタマリア
- ホアキン・サンタマリア

フォアキン・サンタマリア・エルナンデス（Joaquin Santamaria Hernandez, 1989年9月21日 - ）は、ドミニカ共和国サン・クリストバル州出身の元プロ野球選手（投手）。右投右打。NPBでは育成選手であった。

## 来歴
2007年にフィラデルフィア・フィリーズ傘下ルーキー級ドミニカン・サマーリーグ（DSL）のDSLフィリーズでデビューし、6試合に登板して1勝0敗、防御率4.50の成績を残したが、1年限りで退団した。
2008年はワシントン・ナショナルズ傘下ルーキー級のDSLナショナルズに所属し、15試合に登板して2勝1敗2セーブ、防御率5.47の成績を残したが、2009年5月29日に自由契約となった。
2009年7月2日にタンパベイ・レイズ傘下ルーキー級のDSLレイズと契約し、13試合に登板して1勝2敗、防御率6.48の成績を残したが、またも1シーズン限りで退団した。
2009年11月にドミニカ共和国のウィンターリーグ中に行われた中日ドラゴンズの入団テストに合格し、12月12日に育成選手として契約を結んだことが発表された。背番号は213で、登録名はサンタマリア。
しかし、実戦での登板のないまま2010年8月8日に球団から戦力外通告を受け、翌8月9日にコミッショナーから自由契約公示された。
中日退団後は、2011年6月24日にピッツバーグ・パイレーツ傘下ルーキー級のDSLパイレーツと契約して2試合に登板したが、1/3イニングを投げて3被安打、5四死球、2失点（自責点1）と全く通用せず、7月7日に自由契約となった。

## プレースタイル・人物
最速157km/hのストレートが売りで、他にチェンジアップ・カーブ・シンカーを持ち球とする。
野球を始めたのは16歳の時。それまではバスケットボールをメインに活動していたが、ドミニカではバスケットボールはそれほどメジャーなスポーツではないことに加え父親の勧めもあり、野球に転向したという。

## 詳細情報

### 年度別投手成績
- 一軍公式戦出場なし

### 背番号
- 213 （2010年）